# NGC 5382
NGC 5382 est une galaxie lenticulaire située dans la constellation de la Vierge. Sa vitesse par rapport au fond diffus cosmologique est de 4 540 ± 23 km/s, ce qui correspond à une distance de Hubble de 67,0 ± 4,7 Mpc (∼219 millions d'al). NGC 5382 a été découvert par l'astronome germano-britannique William Herschel en 1786.
En raison d'une brillance de surface égale à 11,93 mag/am2, on peut qualifier NGC 5373 de galaxie présentant une brillance de surface élevée.

## Groupe de NGC 5374
Selon A.M. Garcia, la galaxie NGC 5382 fait partie du groupe de NGC 5374. Ce groupe de galaxies compte au moins huit membres. Les autres galaxies du groupe sont NGC 5374, NGC 5384, NGC 5386, NGC 5417, NGC 5418, NGC 5434 et UGC 8906.
D'autre part, Abraham Mahtessian mentionne aussi ce groupe, mais il ne contient que trois galaxies, soit NGC 5374, NGC 5382 et NGC 5386.